# Masia del Bon Pas
La Masia del Bon Pas és una masia situada al municipi de Biosca a la comarca del Solsonès.